# Coupe de Turquie de football 2010-2011
Navigation
Coupe de Turquie 2009-2010 Coupe de Turquie 2011-2012
La Coupe de Turquie de football 2010-2011 est la 49e édition de la Coupe de Turquie. Elle est organisée par la Fédération turque de football (TFF). La compétition met aux prises 72 clubs amateurs et professionnels à travers la Turquie.
Trabzonspor est le tenant du titre. Le 11 mai 2011, Beşiktaş remporte la compétition pour la 9e fois.

## Déroulement de la compétition
Vous trouverez ci-dessous les étapes par étapes de la compétition de la Coupe de Turquie Ziraat.
- Voir la page Coupe de Turquie de football pour les coupes précédentes.

## Première phases
Anadolu ÜsGüngören Belediyespor 3-1 Gaziosmanpaşa 
Darıca Gençlerbirliği 3-1 Gebzespor 
Bandırmaspor 5-1 TKİ Tavşanlı Linyitspor 
Balıkesirspor 1-0 Körfezspor 
Konya Torku Şekerspor 4-4 (4-2 p) Göztepe 
Torbalıspor 0-0 (4-2 p) Akhisar Belediyespor 
Turgutluspor 1-2 (u) Menemen Belediyespor 
Tokatspor 4-0 Yimpaş Yozgatspor 
Türk Telekomspor 3-1 Keçiören 
Beypazarı Şekerspor 1-0 Çorumspor 
Keçiörengücü 2-1 Bugsaşspor 
Akçaabat Sebatspor 1-0 Araklıspor 
Pazarspor 2-3 1461 Trabzon 
Kırıkhanspor 1-1 (5-4 p) Adana Demirspor 
İskenderun Demir Çelikspor 1-0 Adıyamanspor 
Yeni Malatyaspor 2-0 Siirtspor 
Belediye Vanspor 1-0 Şanlıurfaspor 
küdar 1908 Spor 3-2 Eyüpspor

## Deuxième phase
| Club                  | Résultat        | Club                   |
| --------------------- | --------------- | ---------------------- |
| Darıca Gençlerbirliği | 0-1             | Çanakkale Dardanelspor |
| Denizlispor           | 2-1             | Anadolu Üsküdar 1908   |
| Karşiyaka             | 2-2 (4-2 t.a.b) | Kartalspor             |
| Adanaspor             | 1-2             | Gaziantep BB           |
| Kayseri Erciyesspor   | 1-0             | Rizespor               |
| Diyarbakirspor        | 0-1             | Malatyaspor            |
| Kocaelispor           | 1-2(a.p)        | Kırıkhanspor           |
| Ankara Şekerspor      | 2-0(a.p)        | Balıkesirspor          |
| Menemen Belediyespor  | 1-0             | Belediye Vanspor       |
| Akçaabat Sebatspor    | 4-0             | Keçiören Sportif       |
| Hacettepe SK          | 2-1             | Boluspor               |
| Giresunspor           | 0-1             | Bandırmaspor           |
| Mersin Idmanyurdu SK  | 3-2             | Torbalıspor            |
| 1461 Trabzonspor      | 1-2(a.p)        | Samsunspor             |
| Türk Telekomspor      | 4-2             | Güngören               |
| Orduspor              | 2-0             | İskenderun Demir Çelik |
| Konya Şekerspor       | 3-1(a.p)        | Altay                  |

## Phase play-off
| Club                 | Résultat        | Club                   |
| -------------------- | --------------- | ---------------------- |
| Eskişehirspor        | 1-2             | Denizlispor            |
| Ankaragücü           | 3-1             | Tokatspor              |
| Konyaspor            | 0-1             | Bucaspor               |
| Sivasspor            | 1-2             | Manisaspor             |
| Karşiyaka            | 3-2(a.p)        | Kayserispor            |
| Kayseri Erciyesspor  | 1-3             | Konya Şekerspor        |
| Ankara Şekerspor     | 1-1 (7-6 t.a.b) | Karabükspor            |
| Gaziantepspor        | 4-0             | Türk Telekomspor       |
| Gençlerbirliği       | 4-1             | Akçaabat Sebatspor     |
| Beşiktaş             | 3-0(a.p)        | Mersin Idmanyurdu SK   |
| İstanbul BB          | 1-0             | Çanakkale Dardanelspor |
| Orduspor             | 1-2             | Antalyaspor            |
| Menemen Belediyespor | 1-4             | Kasımpaşa              |
| Malatyaspor          | 2-0             | Hacettepe SK           |
| Gaziantep BB         | 2-0             | Samsunspor             |
| Kırıkhanspor         | 5-4             | Bandırmaspor           |

## Phase de groupes

### Groupe A
| Rang | Équipe                         | Pts | J | G | N | P | Bp | Bc | Diff |  | Résultats (▼ dom., ► ext.)     | GAZ | GS  | ASE | ANT | DEN |
| ---- | ------------------------------ | --- | - | - | - | - | -- | -- | ---- |  | ------------------------------ | --- | --- | --- | --- | --- |
| 1    | Gaziantepspor (GAZ)            | 10  | 4 | 3 | 1 | 0 | 7  | 2  | +5   |  | Gaziantepspor (GAZ)            |     | 1-1 | 2-0 |     |     |
| 2    | Galatasaray (GS)               | 8   | 4 | 2 | 2 | 0 | 7  | 3  | +4   |  | Galatasaray (GS)               |     |     | 3-1 |     | 3-1 |
| 3    | Ankara Şekerspor (ASE)         | 4   | 4 | 1 | 1 | 2 | 4  | 7  | -3   |  | Ankara Şekerspor (ASE)         |     | 1-1 |     | 1-1 | 2-0 |
| 4    | Medical Park Antalyaspor (ANT) | 3   | 4 | 0 | 3 | 1 | 4  | 6  | -2   |  | Medical Park Antalyaspor (ANT) | 1-3 | 0-0 |     |     |     |
| 5    | Denizlispor (DEN)              | 1   | 4 | 0 | 1 | 3 | 4  | 8  | -4   |  | Denizlispor (DEN)              | 0-1 |     |     | 2-2 |     |

### Groupe B
| Rang | Équipe                | Pts | J | G | N | P | Bp | Bc | Diff |  | Résultats (▼ dom., ► ext.) | BJK | GBB | TS  | KOS | MAN |
| ---- | --------------------- | --- | - | - | - | - | -- | -- | ---- |  | -------------------------- | --- | --- | --- | --- | --- |
| 1    | Beşiktaş (BJK)        | 9   | 4 | 3 | 0 | 1 | 8  | 6  | +2   |  | Beşiktaş (BJK)             |     |     | 2-1 |     | 5-1 |
| 2    | Gaziantep BB (GBB)    | 8   | 4 | 2 | 2 | 0 | 7  | 5  | +2   |  | Gaziantep BB (GBB)         | 1-0 |     |     | 2-2 |     |
| 3    | Trabzonspor AŞ (TS)   | 7   | 4 | 2 | 1 | 1 | 9  | 6  | +3   |  | Trabzonspor AŞ (TS)        |     | 2-2 |     |     | 3-1 |
| 4    | Konya Şekerspor (KOS) | 4   | 4 | 1 | 1 | 2 | 7  | 9  | -2   |  | Konya Şekerspor (KOS)      |     |     | 1-3 |     | 2-1 |
| 5    | Manisaspor (MAN)      | 0   | 4 | 0 | 0 | 4 | 5  | 10 | -5   |  | Manisaspor (MAN)           | 2-3 | 1-2 |     |     |     |

### Groupe C
| Rang | Équipe               | Pts | J | G | N | P | Bp | Bc | Diff |  | Résultats (▼ dom., ► ext.) | GEN | BUC | ANK | MAL | FB  |
| ---- | -------------------- | --- | - | - | - | - | -- | -- | ---- |  | -------------------------- | --- | --- | --- | --- | --- |
| 1    | Gençlerbirliği (GEN) | 7   | 4 | 2 | 1 | 1 | 6  | 4  | +2   |  | Gençlerbirliği (GEN)       |     |     | 1-1 | 2-0 |     |
| 2    | Bucaspor (BUC)       | 7   | 4 | 2 | 1 | 1 | 7  | 6  | +1   |  | Bucaspor (BUC)             | 1-2 |     |     | 2-1 |     |
| 3    | MKE Ankaragücü (ANK) | 6   | 4 | 1 | 3 | 0 | 6  | 4  | +2   |  | MKE Ankaragücü (ANK)       |     | 1-1 |     |     | 4-2 |
| 4    | Malatyaspor (MAL)    | 4   | 4 | 1 | 1 | 2 | 3  | 5  | -2   |  | Malatyaspor (MAL)          |     |     | 1-1 |     | 2-1 |
| 5    | Fenerbahçe (FB)      | 3   | 4 | 1 | 0 | 3 | 7  | 10 | -3   |  | Fenerbahçe (FB)            | 2-1 | 2-3 |     |     |     |

### Groupe D
| Rang | Équipe              | Pts | J | G | N | P | Bp | Bc | Diff |  | Résultats (▼ dom., ► ext.) | KAS | İBB | BUR | KAR | KİR |
| ---- | ------------------- | --- | - | - | - | - | -- | -- | ---- |  | -------------------------- | --- | --- | --- | --- | --- |
| 1    | Kasimpaşaspor (KAS) | 12  | 4 | 4 | 0 | 0 | 9  | 2  | +7   |  | Kasimpaşaspor (KAS)        |     |     | 3-1 |     | 2-0 |
| 2    | İstanbul BB (İBB)   | 9   | 4 | 3 | 0 | 1 | 4  | 3  | +1   |  | İstanbul BB (İBB)          | 1-3 |     |     |     | 1-0 |
| 3    | Bursaspor (BUR)     | 4   | 4 | 1 | 1 | 2 | 4  | 5  | -1   |  | Bursaspor (BUR)            |     | 0-1 |     |     | 1-1 |
| 4    | Karşiyaka (KAR)     | 3   | 4 | 1 | 0 | 3 | 5  | 6  | -1   |  | Karşiyaka (KAR)            | 0-1 |     | 0-2 |     |     |
| 5    | Kırıkhanspor (KİR)  | 1   | 4 | 0 | 1 | 3 | 3  | 9  | -6   |  | Kırıkhanspor (KİR)         |     | 0-1 |     | 2-5 |     |

## Quarts de finale

### Matchs aller
| 2 février 2011 | İstanbul BB | 0-0   | Kasimpaşaspor |                                                             |                                                             |
| 17 h           |             | (0-0) |               | Stade olympique Atatürk (İstanbul) Arbitrage : Bariş Şimşek | Stade olympique Atatürk (İstanbul) Arbitrage : Bariş Şimşek |
| 17 h           | (Rapport)   |       |               | Stade olympique Atatürk (İstanbul) Arbitrage : Bariş Şimşek | Stade olympique Atatürk (İstanbul) Arbitrage : Bariş Şimşek |

| 2 février 2011 | Beşiktaş                                                              | 5-0   | Gaziantep BB |                                                    |                                                    |
| 19 h           | Bobô 23e 50e (pen.) · Manuel Fernandes 31e 48e · Ricardo Quaresma 62e | (2-0) |              | Stade BJK İnönü (İstanbul) Arbitrage : Deniz Çoban | Stade BJK İnönü (İstanbul) Arbitrage : Deniz Çoban |
| 19 h           | (Rapport)                                                             |       |              | Stade BJK İnönü (İstanbul) Arbitrage : Deniz Çoban | Stade BJK İnönü (İstanbul) Arbitrage : Deniz Çoban |

| 3 février 2011 | Gençlerbirliği                           | 2-0   | Bucaspor |                                                          |                                                          |
| 17 h           | Ermin Zeć 72e · Koray Cölgecen 75e (csc) | (0-0) |          | Stade Ankara 19 Mayıs (Ankara) Arbitrage : Halis Özkhaya | Stade Ankara 19 Mayıs (Ankara) Arbitrage : Halis Özkhaya |
| 17 h           | (Rapport)                                |       |          | Stade Ankara 19 Mayıs (Ankara) Arbitrage : Halis Özkhaya | Stade Ankara 19 Mayıs (Ankara) Arbitrage : Halis Özkhaya |

| 3 février 2011 | Gaziantepspor                                 | 3-2   | Galatasaray                                  |                                                   |                                                   |
| 19 h           | Cenk Tosun 16e 78e · Abdullah Elyasa Süme 67e | (1-1) | 38e Colin Kazim-Richards · 63e Bogdan Stancu | Kamil Ocak (Gaziantep) Arbitrage : Özgüur Yankaya | Kamil Ocak (Gaziantep) Arbitrage : Özgüur Yankaya |
| 19 h           | (Rapport)                                     |       |                                              | Kamil Ocak (Gaziantep) Arbitrage : Özgüur Yankaya | Kamil Ocak (Gaziantep) Arbitrage : Özgüur Yankaya |

### Matchs retour
| 2 mars 2011 | Bucaspor      | 1-2   | Gençlerbirliği                   |                                              |                                              |
| 17 h        | Ali Kucik 13e | (1-1) | 44e Ermin Zeć · 62e Mile Jedinak | Buca Arena (Izmir) Arbitrage : Süleyman Abay | Buca Arena (Izmir) Arbitrage : Süleyman Abay |
| 17 h        | (Rapport)     |       |                                  | Buca Arena (Izmir) Arbitrage : Süleyman Abay | Buca Arena (Izmir) Arbitrage : Süleyman Abay |

| 2 mars 2011 | Galatasaray | 0-0   | Gaziantepspor |                                                        |                                                        |
| 19 h        |             | (0-0) |               | Türk Telekom Arena (Istanbul) Arbitrage : Cüneyt Çakır | Türk Telekom Arena (Istanbul) Arbitrage : Cüneyt Çakır |
| 19 h        | (Rapport)   |       |               | Türk Telekom Arena (Istanbul) Arbitrage : Cüneyt Çakır | Türk Telekom Arena (Istanbul) Arbitrage : Cüneyt Çakır |

| 3 mars 2011 | Kasimpaşaspor              | 1-1   | İstanbul BB        |                                                                |                                                                |
| 17 h        | Fernando Varela Ramos 119e | (0-0) | 110e Samuel Holmén | Stade Recep Tayyip Erdoğan (Istanbul) Arbitrage : Serkan Cinar | Stade Recep Tayyip Erdoğan (Istanbul) Arbitrage : Serkan Cinar |
| 17 h        | (Rapport)                  |       |                    | Stade Recep Tayyip Erdoğan (Istanbul) Arbitrage : Serkan Cinar | Stade Recep Tayyip Erdoğan (Istanbul) Arbitrage : Serkan Cinar |

| 3 mars 2011 | Gaziantep BB | 0-3   | Beşiktaş                                                |                                                    |                                                    |
| 19 h        |              | (0-1) | 11e Mert Nobre · 75e Roberto Hilbert · 89e Hugo Almeida | Kamil Ocak (Gaziantep) Arbitrage : Hüseyin Sabanci | Kamil Ocak (Gaziantep) Arbitrage : Hüseyin Sabanci |
| 19 h        | (Rapport)    |       |                                                         | Kamil Ocak (Gaziantep) Arbitrage : Hüseyin Sabanci | Kamil Ocak (Gaziantep) Arbitrage : Hüseyin Sabanci |

## Demi-finales

### Matchs aller
| 6 avril 2011 | Beşiktaş                                 | 3-0   | Gaziantepspor |                                                        |                                                        |
| 19 h         | Simão Sabrosa 64e 86e · Hugo Almeida 75e | (0-0) |               | Stade BJK İnönü (İstanbul) Arbitrage : Bülent Yıldırım | Stade BJK İnönü (İstanbul) Arbitrage : Bülent Yıldırım |
| 19 h         | (Rapport)                                |       |               | Stade BJK İnönü (İstanbul) Arbitrage : Bülent Yıldırım | Stade BJK İnönü (İstanbul) Arbitrage : Bülent Yıldırım |

| 7 avril 2011 | İstanbul BB       | 1-1   | Gençlerbirliği       |                                                              |                                                              |
| 19 h         | Filip Hološko 61e | (0-1) | 20e Mustafa Pektemek | Stade olympique Atatürk (İstanbul) Arbitrage : Halis Özkhaya | Stade olympique Atatürk (İstanbul) Arbitrage : Halis Özkhaya |
| 19 h         | (Rapport)         |       |                      | Stade olympique Atatürk (İstanbul) Arbitrage : Halis Özkhaya | Stade olympique Atatürk (İstanbul) Arbitrage : Halis Özkhaya |

### Matchs retour
| 20 avril 2011 | Gaziantepspor     | 2-2   | Beşiktaş                               |                                                      |                                                      |
| 18 h          | Olcan Adın 4e 67e | (1-1) | 32e Simão Sabrosa · c 48e Hugo Almeida | Kamil Ocak (Gaziantep) Arbitrage : Kuddusi Müftüoğlu | Kamil Ocak (Gaziantep) Arbitrage : Kuddusi Müftüoğlu |
| 18 h          | (Rapport)         |       |                                        | Kamil Ocak (Gaziantep) Arbitrage : Kuddusi Müftüoğlu | Kamil Ocak (Gaziantep) Arbitrage : Kuddusi Müftüoğlu |

| 21 avril 2011 | Gençlerbirliği | 0-3   | İstanbul BB                            |                                                           |                                                           |
| 18 h          |                | (0-3) | 10e 21e İbrahim Akin · c 25e Hervé Tum | Stade Ankara 19 Mayıs (Ankara) Arbitrage : Yunus Yıldırım | Stade Ankara 19 Mayıs (Ankara) Arbitrage : Yunus Yıldırım |
| 18 h          | (Rapport)      |       |                                        | Stade Ankara 19 Mayıs (Ankara) Arbitrage : Yunus Yıldırım | Stade Ankara 19 Mayıs (Ankara) Arbitrage : Yunus Yıldırım |

## Finale
| Samedi 11 mai 2011 | İstanbul BB                                  | 2-2             | Beşiktaş                                        | Stade Kadir Has (Kayseri)  |                            |
| 19h00              | İbrahim Akin 53e (pen.) · Gökhan Ünal 68e    | (0-1)           | 33e Ricardo Quaresma · 78e Tomáš Sivok          | Arbitrage : Yunus Yıldırım | Arbitrage : Yunus Yıldırım |
| 19h00              | (Rapport)                                    |                 |                                                 | Arbitrage : Yunus Yıldırım | Arbitrage : Yunus Yıldırım |
| 19h00              | Cihan · Ekrem · Gökhan Ünal · Holmén · Metin | Tirs au but 3-4 | Almeida · Fernandes · Aurélio · Hilbert · Simão | Arbitrage : Yunus Yıldırım | Arbitrage : Yunus Yıldırım |

### Feuille de match
| İSTANBUL BÜYÜKŞEHİR BELEDİYESİ : |    |              |      |
|                                  |    |              |      |
| GB                               | 1  | Hasagić      |      |
| DD                               | 21 | Mahmut       | 61e  |
| DC                               | 2  | Can          |      |
| DC                               | 3  | Metin        | 43e  |
| DG                               | 53 | Rızvan       |      |
| MDF                              | 20 | Cihan        |      |
| MDF                              | 12 | İskender     | 104e |
| MC                               | 11 | İbrahim      | 83e  |
| MOD                              | 17 | Ekrem        |      |
| MOG                              | 23 | Holmén       | 118e |
| ATC                              | 18 | Tum          | 55e  |
| Remplaçants :                    |    |              |      |
| GB                               | 61 | Oğuzhan      |      |
| DF                               | 28 | Kus          |      |
| DF                               | 81 | Gökhan Süzen | 83e  |
| MC                               | 6  | Efe          |      |
| MC                               | 8  | Zeki         |      |
| AT                               | 88 | Tevfik       | 104e |
| AT                               | 99 | Gökhan Ünal  | 55e  |
| Entraineur :                     |    |              |      |
| Abdullah Avcı                    |    |              |      |

| BEŞİKTAŞ JK :  |    |           |      |
|                |    |           |      |
| GB             | 1  | Rüştü     |      |
| DD             | 17 | Ekrem Dağ | 12e  |
| DC             | 6  | Sivok     |      |
| DC             | 55 | Aurélio   |      |
| DG             | 3  | İsmail    |      |
| MDF            | 14 | Guti      | 105e |
| MDF            | 18 | Necip     |      |
| MC             | 4  | Fernandes |      |
| MD             | 31 | Simão     |      |
| MG             | 7  | Quaresma  | 75e  |
| ATC            | 13 | Bobô      | 56e  |
| Remplaçants :  |    |           |      |
| GB             | 99 | Cenk      |      |
| DC             | 44 | Erhan     |      |
| DC             | 77 | Rıdvan    |      |
| DC             | 92 | Furkan    |      |
| MC             | 9  | Hilbert   | 105e |
| MC             | 26 | Onur      |      |
| AT             | 34 | Almeida   | 56e  |
| Entraineur :   |    |           |      |
| Tayfur Havutçu |    |           |      |

## Classement des buteurs
| Rang | Nom                   | Équipe           | Buts |
| ---- | --------------------- | ---------------- | ---- |
| 1    | Semih Şentürk         | Fenerbahçe SK    | 4    |
| 1    | Muzaffer Akdoğan      | Pursaklarspor    | 4    |
| 1    | Cafercan Aksu         | Konya Şekerspor  | 4    |
| 1    | Abdullah Özpınar      | Kırıkhanspor     | 4    |
| 1    | Hugo Almeida          | Beşiktaş JK      | 4    |
| 1    | Ermin Zeć             | Gençlerbirliği   | 4    |
| 1    | Bobô                  | Beşiktaş JK      | 4    |
| 8    | Fernando Varela Ramos | Kasımpaşa        | 3    |
| 8    | Tevfik Işık           | Türk Telekomspor | 3    |
| 8    | Umut Bulut            | Trabzonspor      | 3    |
| 8    | Juan Pablo Pino       | Galatasaray SK   | 3    |